# Tmesisternus excellens
Tmesisternus excellens là một loài bọ cánh cứng trong họ Cerambycidae.